# Franciszek Mach
Franciszek Mach, ps. Wojciech Sielski (ur. 9 listopada 1896 w Wolicy Ługowej, zm. 1940 w ZSRR) – kapitan administracji (piechoty) Wojska Polskiego, działacz niepodległościowy, kawaler Orderu Virtuti Militari, ofiara zbrodni katyńskiej.

## Życiorys
Urodził się 9 listopada 1896 we wsi Wolica Ługowa, w ówczesnym powiecie ropczyckim Królestwa Galicji i Lodomerii, w rodzinie Jakuba i Apolonii z domu Darlak. Ukończył cztery klasy szkoły powszechnej w Sędziszowie. W latach 1907–1914 uczęszczał do c. k. II Gimnazjum w Rzeszowie. Od listopada 1912 należał do Polowych Drużyn Sokolich, a od września 1913 do Związku Strzeleckiego.
Od 12 grudnia 1914 służył w 1. kompanii 2 pułku piechoty Legionów Polskich. Po bitwie pod Rarańczą (15–16 lutego 1918) w 1. kompanii 13 pułku strzelców polskich. Od 12 maja tego roku działał w Polskiej Organizacji Wojskowej na Ukrainie, a od 1 sierpnia do 7 grudnia 1918 w Oddziale Wojsk Polskich w Murmańsku. Po przedostaniu się do Francji, do końca czerwca 1919 służył w Armii gen. Hallera. W 1918 został mianowany podporucznikiem, a w następnym roku - porucznikiem. Po powrocie do Polski, walczył na froncie jako dowódca kompanii w 54 pułku piechoty. 21 grudnia 1920 został zatwierdzony z dniem 1 kwietnia 1920 w stopniu porucznika, w piechocie, w grupie oficerów byłej Armii gen. Hallera. 
W styczniu 1922 zdał egzamin maturalny w III Gimnazjum we Lwowie. 3 maja tego roku został zweryfikowany w stopniu kapitana ze starszeństwem z dniem 1 czerwca 1919 i 1440. lokatą w korpusie oficerów piechoty, a jego oddziałem macierzystym był nadal 54 pułk piechoty. 24 marca 1923 sprostowano nazwisko „Wojciech Sielski”, które przybrał w czasie służby w II Korpusie Polskim w Rosji na nazwisko rodowe „Mach Franciszek”. Do jesieni 1925 pozostał w 54 pułku piechoty w Tarnopolu. Z dniem 31 sierpnia 1925 został przeniesiony, na własną prośbę, do korpusu oficerów rezerwowych. W tym samym roku zdał egzamin dojrzałości w Seminarium Nauczycielskim w Tarnopolu. Po zwolnieniu z czynnej służby podjął pracę jako nauczyciel szkół powszechnych.
4 września 1928 jako oficer rezerwy został powołany do służby czynnej. 15 maja 1930 został przemianowany na oficera zawodowego w stopniu kapitana ze starszeństwem z dniem 1 lipca 1919 i 44. lokatą w korpusie oficerów piechoty. 26 marca 1931 został przeniesiony z 54 pp do Korpusu Ochrony Pogranicza i przydzielony do batalionu KOP „Sejny" na stanowisko dowódcy kompanii. W czerwcu 1935 w dalszym ciągu pełnił służbę w KOP. W 1938 został przeniesiony do korpusu oficerów administracji z zachowaniem umundurowania oficera piechoty. Wiosną 1939 pełnił służbę w Komendzie Rejonu Uzupełnień Lublin Powiat na stanowisku kierownika II referatu uzupełnień.
10 kwietnia 1940 w Przemyślu został aresztowany. Wiosną tego roku został zamordowany na terytorium ówczesnej Ukraińskiej Socjalistycznej Republiki Radzieckiej (figuruje na liście wywózkowej nr 065/3, poz. 134). Ofiary tej części zbrodni katyńskiej zostały pochowane na otwartym w 2012 Polskim Cmentarzu Wojennym w Kijowie-Bykowni.
Był żonaty, miał dwóch synów: Józefa (ur. 28 grudnia 1927) i Jana (ur. 28 sierpnia 1930).

## Ordery i odznaczenia
- Krzyż Srebrny Orderu Wojskowego Virtuti Militari nr 978 – 26 marca 1921[19][20] i nr 7047 – 17 maja 1922[21]
- Krzyż Niepodległości – 9 listopada 1931 „za pracę w dziele odzyskania niepodległości”[22]
- Srebrny Krzyż Zasługi – 1938 „za zasługi na polu pracy społecznej”[23]
- Medal Pamiątkowy za Wojnę 1918–1921[5]
- Medal Dziesięciolecia Odzyskanej Niepodległości[5]